# Джованні Серодіне
Джованні Серодіне(італ. Giovanni Serodine 1594/1600, Аскона — 1631, Рим) — італійський художник початку XVII ст., швейцарець за походженням.

## Життєпис
Художник мало прожив і низка фактів з його життя не збережена. Невідомі місяць і рік народження. Рік народження розміщають між 1594 та 1600 роками.
Походить з ремісничої родини (Аскона, кантон Тічино),  де були художники-декоратори. Перші художні навички отримав в родині, старший брат майбутнього художника і він сам займались ліпленим декором.
Вважається, що навчався в римській майстерні художника Антіведуто Грамматіка. В Римі пройшов через етап могутнього захоплення художньою манерою Мікеланджело да Караваджо. Згодом манера художника та його композиції набули індивідуальності, незважаючи на наслідки караваджизму. Важливою особливістю художньої манери митця були колористичні пошуки. Він швидко перетнув зовнішнє копіювання манери Караваджо і став його найкращим, творчим послідовником, помітно випередивши власною індивідуальністю низку римських караваджистів на кшталт Бартоломео Манфреді, Ліонелло Спада, Антоніо де Белліса чи Джованні Бальоне.
По замові Асканіо Маттеі, представника багатої римської родини, виконав найкращі твори останніх років життя, серед них — «Христос серед книжників», «Прощання апостолів Петра і Павла перед мучеництвом», «Св. Лаврентій роздає милостиню майном храму».
Помер в Римі.

## Вибрані твори
- «Портрет батька»
- «Архангел Михаїл»
- «Коронування Богородиці»
- «Христос серед книжників»
- «Динарій кесаря»
- «Увірування апостола Фоми»
- «Архангел Михаїл»
- «Преображення Господнє»
- «Портрет філософа»
- «Портрет юнака»
- «Відсіч голови Івана Хрестителя»

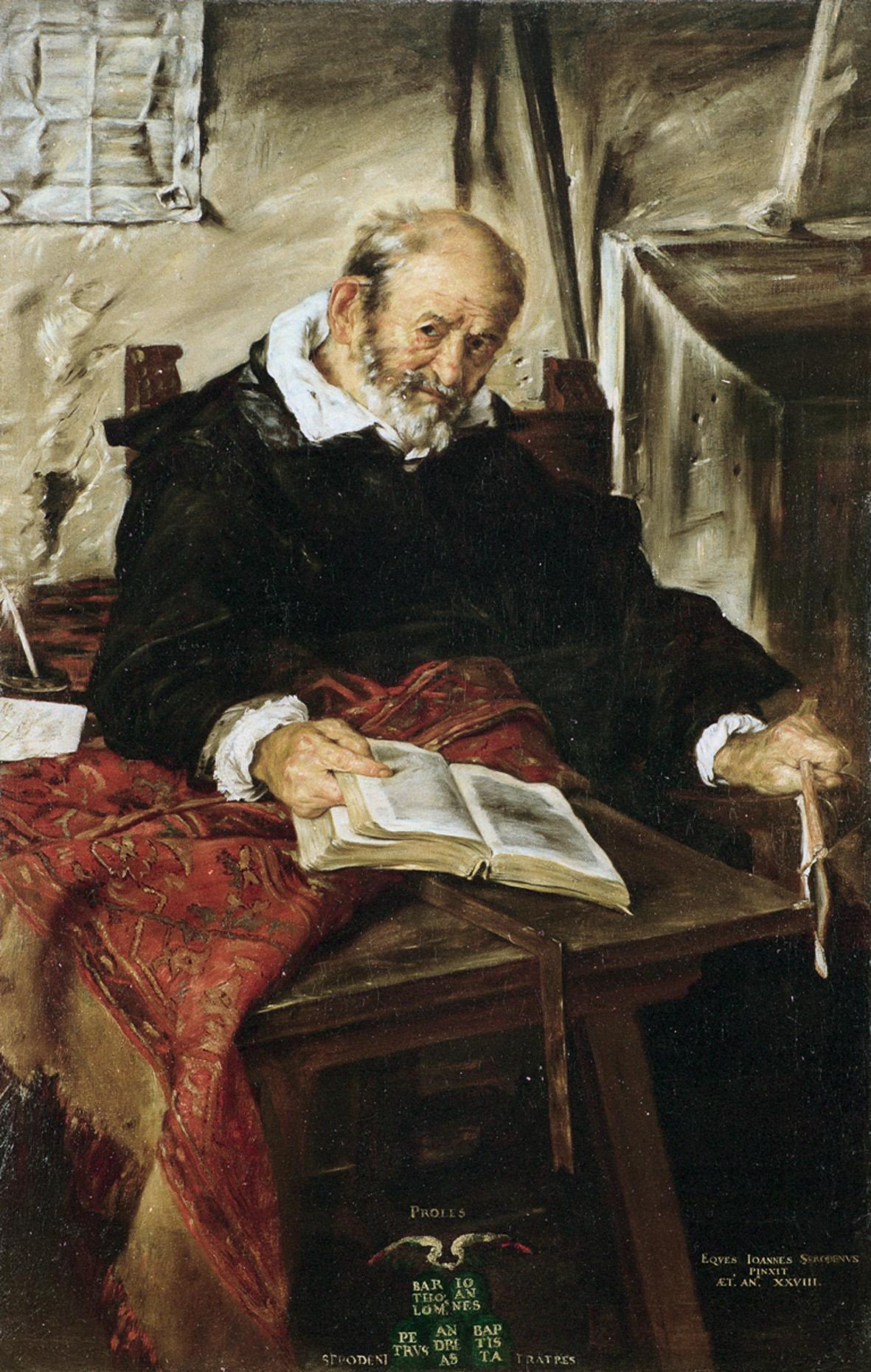
«Портрет батька», 1628, Музей цивіко, Лугано.

- «Свята Маргарита воскрешає померлого хлопчика»
- «Св. Лаврентій роздає милостиню майном храму»
- «Прощання апостолів Петра і Павла перед мучеництвом»

## Галерея вибраних творів

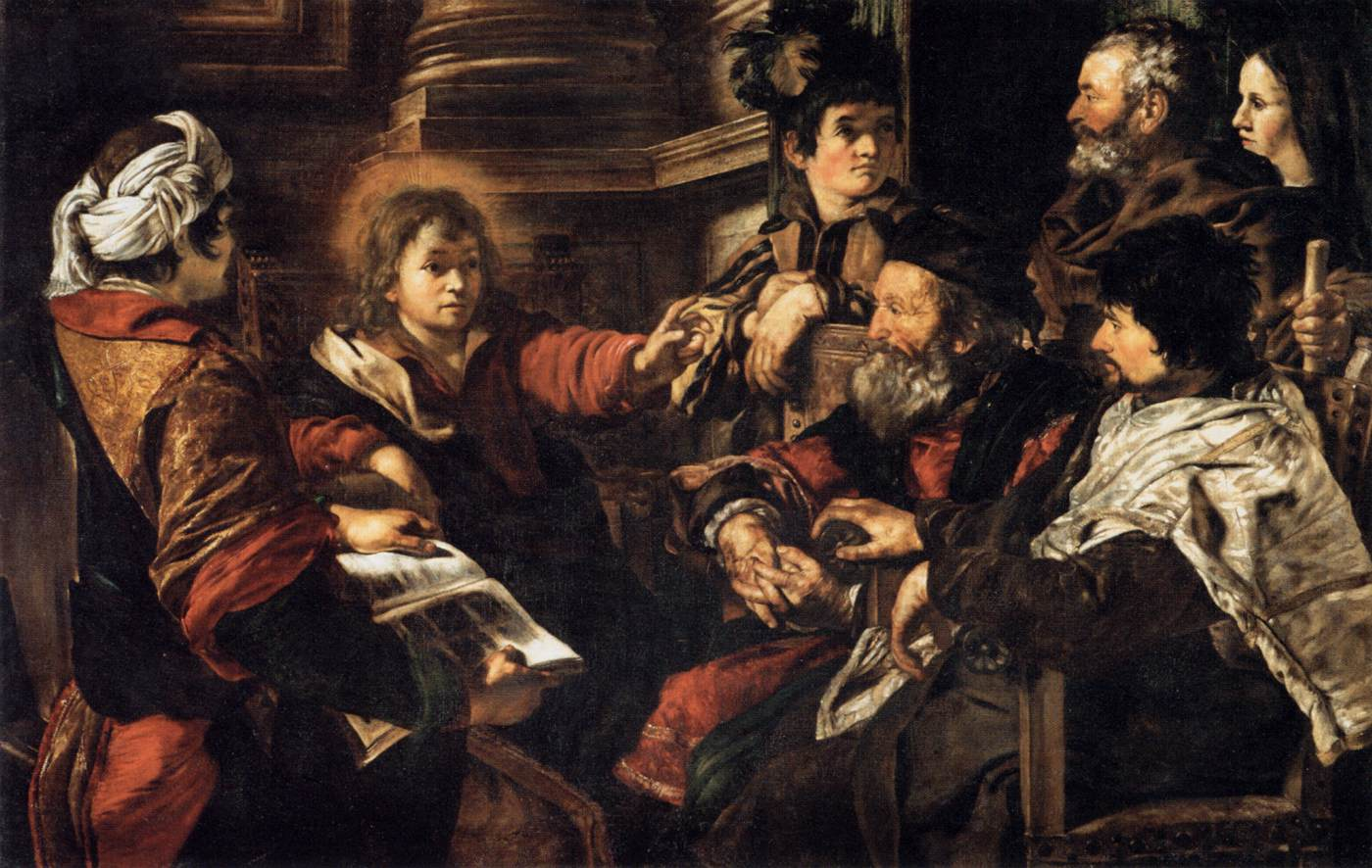
«Христос серед книжників», 1625, Лувр, Париж.

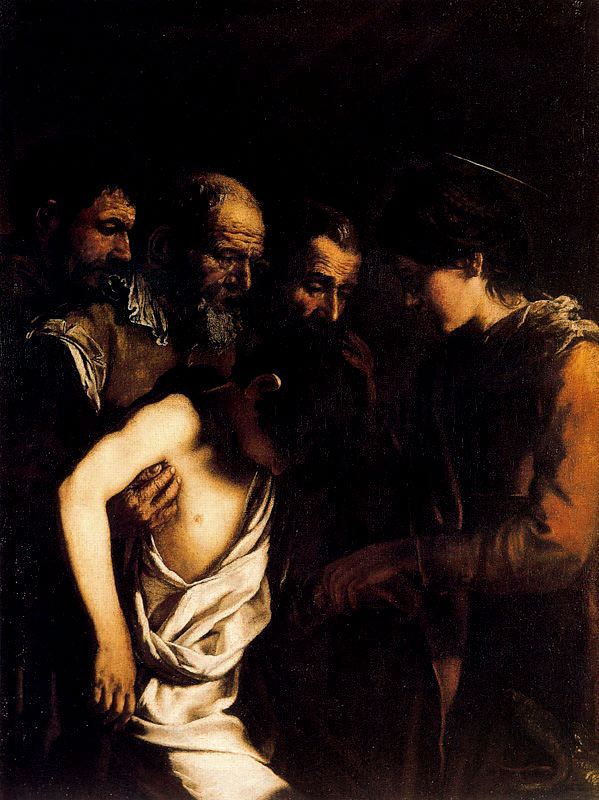
«Св. Маргарита воскрешає померлого хлопчика», 1620, Національний музей Прадо
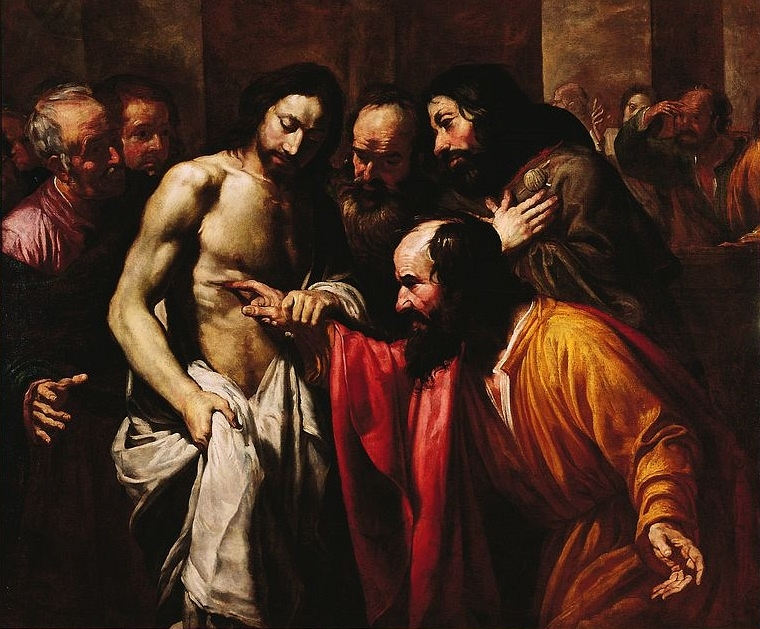
«Увірування апостола Фоми», Варшава
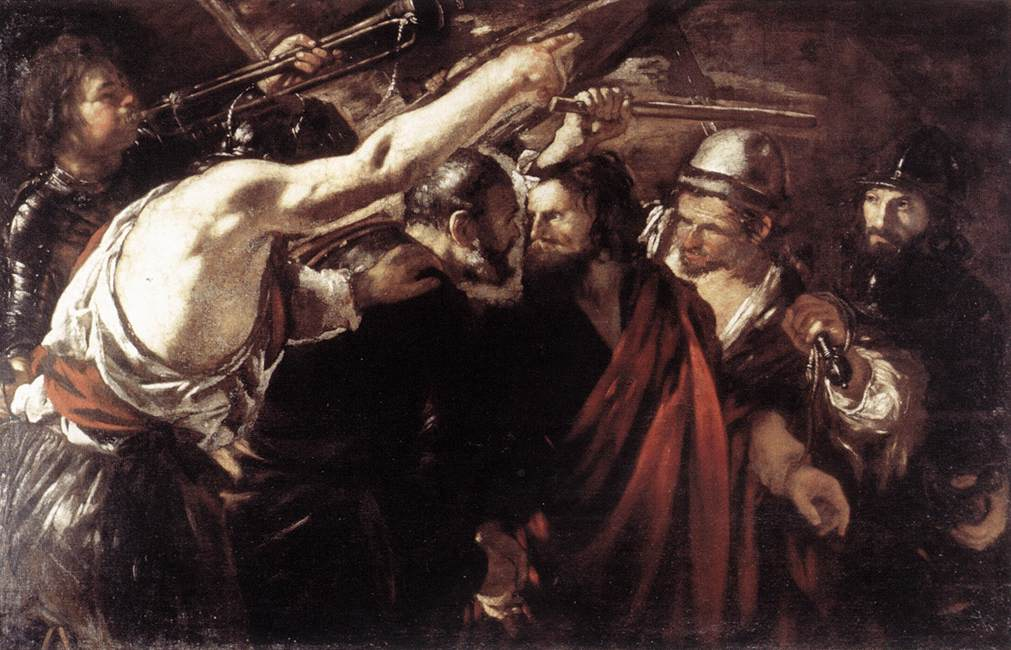
«Прощання апостолів Петра і Павла перед мучеництвом», бл. 1626 р., Національна галерея старовинного мистецтва, Рим
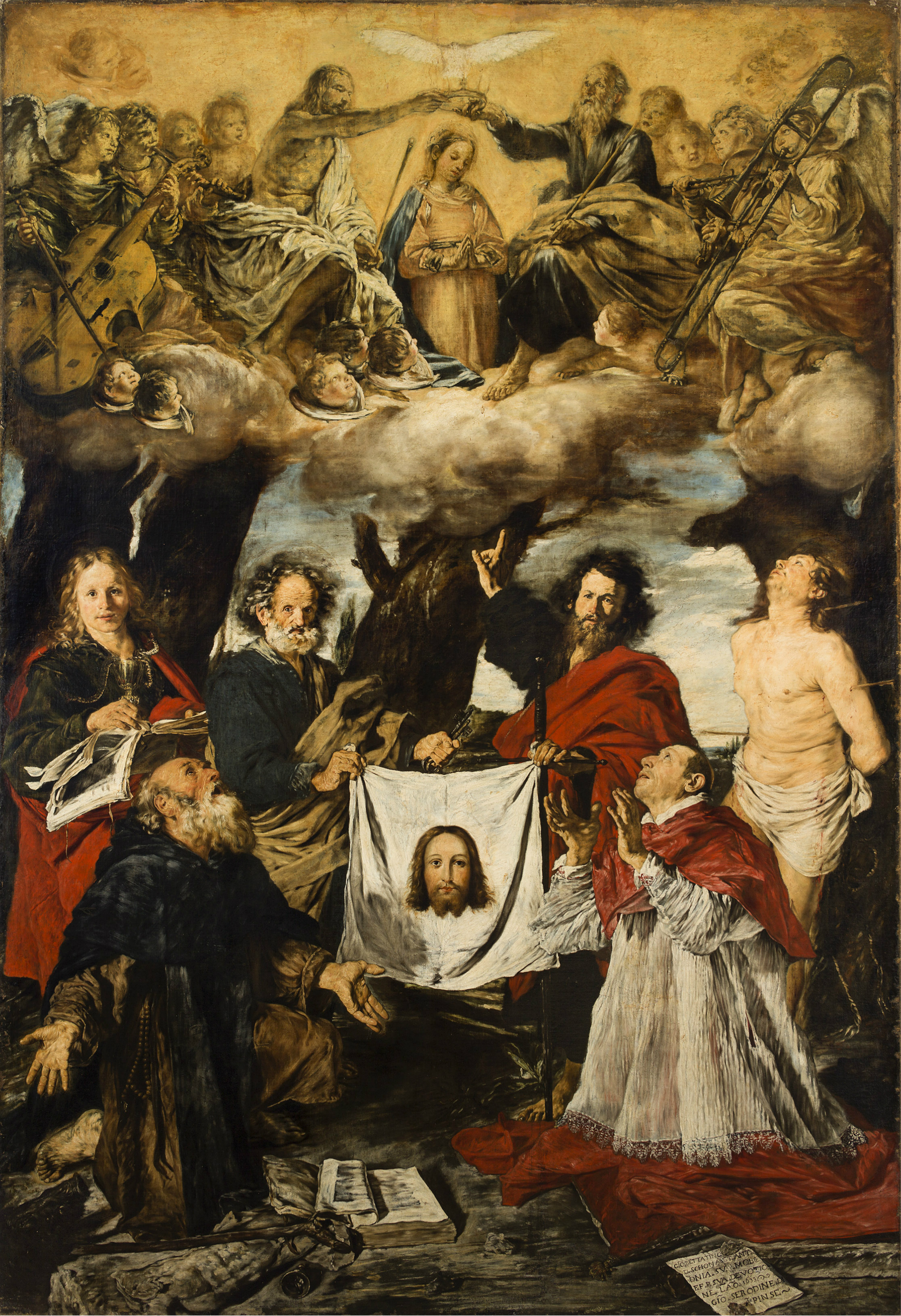
«Коронування Богородиці»